# SS-Scharführer

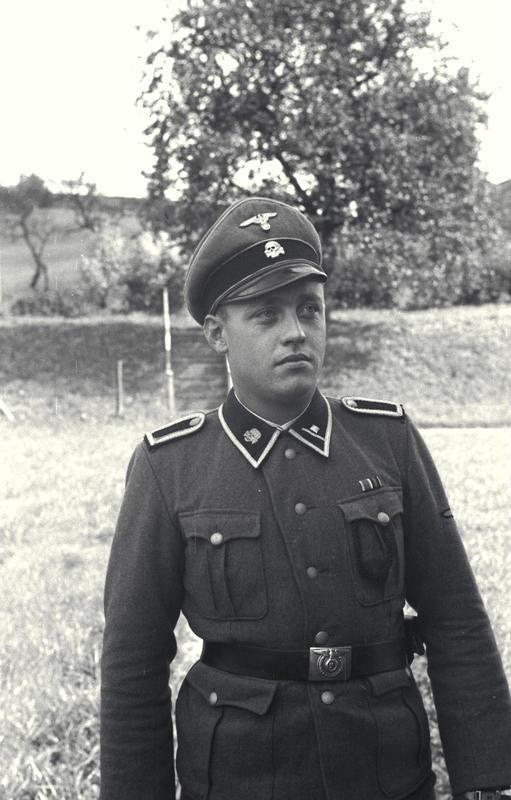
SS-Scharführer der Totenkopfverbände

Der SS-Scharführer (kurz: Scha; Ansprache: Scharführer) war im Deutschen Reich von 1933 bis 1945 der zweitniedrigste Rang der Dienstgradgruppe der Unteroffiziere ohne Portepee der Schutzstaffel (SS).

## Ursprung
Scharführer war seit etwa 1921 eine paramilitärische Funktionsbezeichnung der NSDAP, die vornehmlich in der Sturmabteilung (SA) genutzt worden war und seit 1928 zur Rangbezeichnung wurde. Die SS übernahm diese Rangbezeichnung. In Verbindung mit der Reorganisation der SS nach dem Röhm-Putsch entstanden weitere Ränge wie beispielsweise SS-Unterscharführer, wobei dieser äquivalent zum SA-Scharführer war. Eine Rangbezeichnung SA-Unterscharführer hingegen hat es zu keinem Zeitpunkt gegeben.
Ursprünglich reicht die Wortschöpfung bis zum Ersten Weltkrieg zurück. Dort wurden kleine Teileinheiten mit einer Mannstärke von etwa 8 bis 15 Soldaten – also eine „Schar“ – taktisch lokal eingesetzt. Der solch eine Schar führende Unteroffizier wurde auch als Scharführer bezeichnet. Der Begriff lebte in den kriegserfahrenen elitären Einheiten der Reichswehr fort. Die NSDAP hat sich im weitesten Sinne dieses Begriffes bedient.

## Reorganisation der SS
In der Allgemeinen SS wurden ursprünglich die gleichen Rang-Insignien wie für den Sturmführer der SA verwendet. Dies änderte sich mit einer Reorganisation der SS-Rangstruktur einige Wochen nach dem „Röhm-Putsch“ im Jahre 1934. Zu diesem Zeitpunkt wurde als niedrigster Unteroffiziersrang der des SS-Unterscharführers neu geschaffen. Der ab jetzt um einen Dienstgrad höhere SS-Scharführerrang war nun dem SA-Oberscharführer äquivalent. Gleichwohl wurde damit der bisherige Dienstgrad SS-Truppführer gestrichen und durch den Rang SS-Oberscharführer ersetzt.

## Einsatzverwendungen
Die Einsatzverwendungen des SS-Scharführers im Bereich der Allgemeinen SS, SS-Totenkopfverbände und der Waffen-SS waren denen eines SS-Unterscharführers vergleichbar.
Bei den Abbildungen werden die Rangabzeichen oder Dienstgradabzeichen gezeigt, die als Schulterstücke und Kragenspiegel, aber auch als Ärmelabzeichen ab 1942 für Tarn- oder Spezialanzüge, bei der Waffen-SS getragen wurden. Die Kragenspiegel mit SS-Runen und dem Rangabzeichen wurden an der feldgrauen Uniformjacke der Waffen-SS oder der grauen Feldbluse getragen.

## Rangfolge und Insignien
Dieser SS-Rang war dem SA-Scharführer und dem damaligen Unterfeldwebel in Heer und Luftwaffe der Wehrmacht gleichgestellt. Der SS-Oberjunker als Offiziersanwärter der Waffen-SS war nominell dem SS-Scharführer gleichgestellt. Die Paspelierung der Schulterstücke war in der für Unteroffiziere der Waffen-SS festgelegten Waffenfarbe gehalten.
| Dienstgrad                     |                       |                           |
| niedriger: SS-Unterscharführer | SS-Scharführer (Scha) | höher: SS-Oberscharführer |

Rangabzeichen SS-Scharführer der Waffen-SS
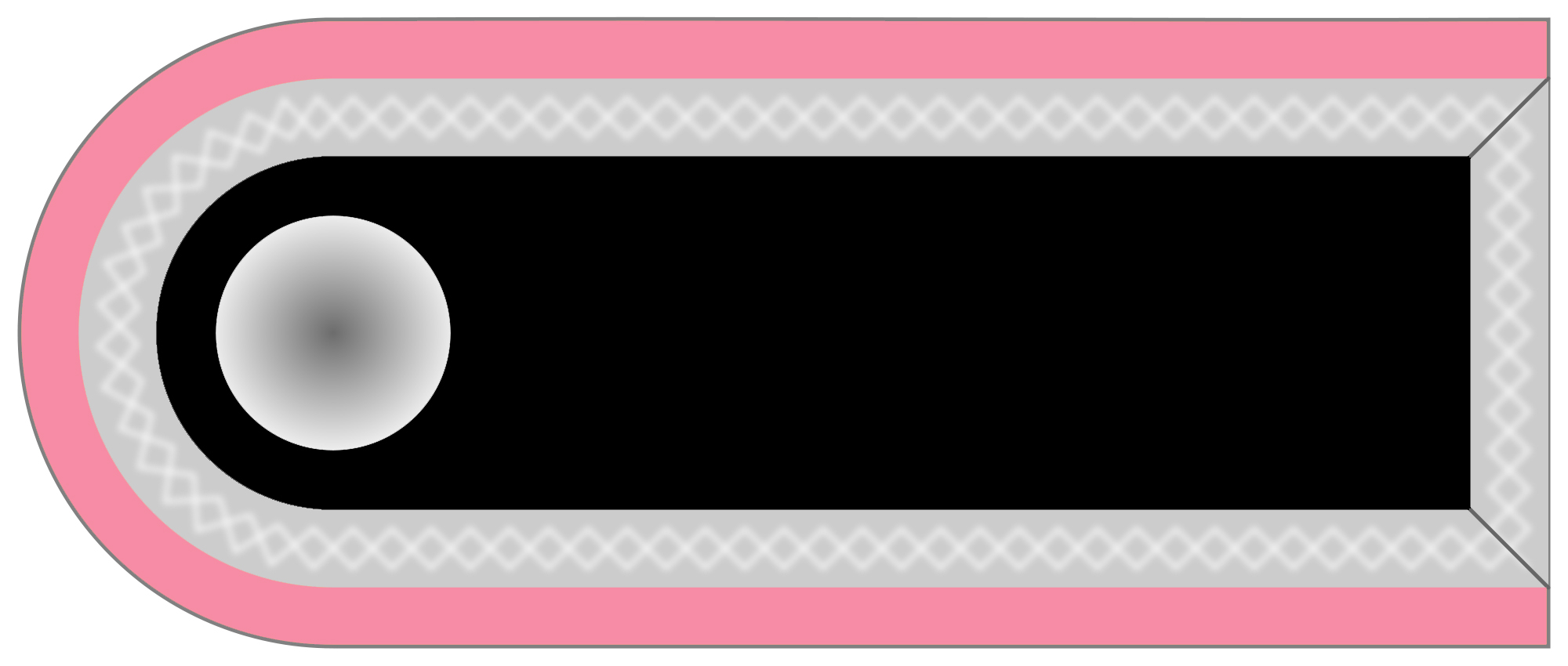
Schulterstück (Waffenfarbe Rosa: SS-Panzertruppe)
SS-Oberjunker (Waffenfarbe Weiß: Infanterie)
Kragenspiegel
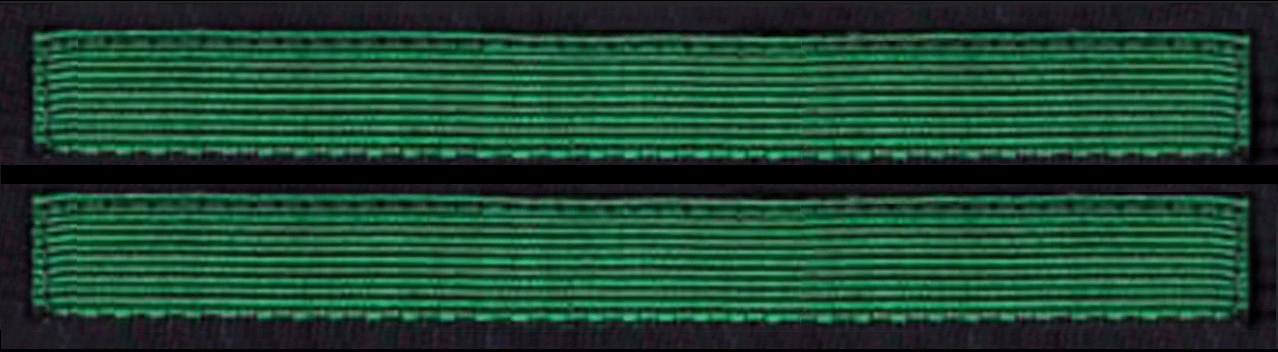
Ärmelabzeichen Tarnanzug (Sommer)
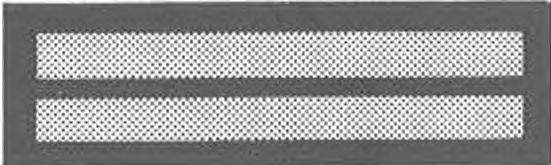
Ärmelabzeichen Tarnanzug (Winter)